# Chris Massie
Christopher Massie, detto Chris (Houston, 10 settembre 1977), è un ex cestista statunitense.

## Palmarès
- Campione NIT (2002)
- Campionato francese: 1

Nanterre 2012-13